# Maurice Prozor
Pour les articles homonymes, voir Prozor.
Maurice Prozor, né le 28 janvier 1849 à Vilnius et mort le 10 mai 1928 à Nice, est un diplomate, écrivain, préfacier et traducteur lituanien. 

## Biographie
Il est le fils d'Edward Prozor et de Maria Zaleska descendants de familles nobles polono-lituaniennes. Il doit son prénom à son grand-père, le général Maurycy Prozor qui s'illustra lors du soulèvement polonais de 1831. Maurice est éduqué en France, raison pour laquelle ses œuvres et traductions sont rédigées dans la langue de Molière.
En 1885, il épouse la comtesse suédoise Marthe-Elsa Bonde. Le couple a trois enfants, Maurice, Greta et Elsa. Dès 1887, il est secrétaire d'ambassade à Berne et traduit avec sa femme Les Revenants. C'est en 1890 qu'il rencontre Henrik Ibsen à Munich et traduit Hedda Gabler. De 1892 à 1896, il est diplomate à Saint-Pétersbourg, puis de 1896 à 1897, consul général à Vienne, Genève et Lausanne.
Il est le traducteur du dramaturge norvégien Henrik Ibsen, mais également des écrivains Bjørnstjerne Bjørnson, Herman Bang et Léon Tolstoï. Maurice est un ami du poète, écrivain et diplomate Oscar Venceslas de Lubicz-Milosz, issu comme lui-même de la noblesse lituanienne et qui le fera nommer ambassadeur de Lituanie à Rome.

## Œuvres
- Un drame de Henrik Ibsen: "Brand", drame philosophique, Paris, 1894.
- Le " Peer Gynt" d'Ibsen, Paris, Société du Mercure de France, 1897.
- Paroles sans romances, Paris, Éd. Sagesse, 1910.